# 호두까기 인형 3D
호두까기 인형 3D(The Nutcracker in 3D)는 2010년 공개된 3D 판타지 영화이다. 호두까기 인형을 원작으로 한다.
영국, 러시아, 헝가리가 공동 제작한 이 영화는 개봉 후 비평가들의 비난을 받았고 스토리, 발레와의 일탈, 불쾌하고 종종 혼란스러운 영상, 차이코프스키의 악보를 서정적인 뮤지컬로 각색하기로 한 결정 등으로 비판을 받았다. 등장하는 숫자, 제2차 세계대전과 홀로코스트를 암시하는 예술적 방향, 그리고 쥐를 나치를 연상시키도록 만들었다. 9천만 달러의 예산 대비 2천만 달러의 수익을 올리며 흥행에 성공했다.

## 줄거리
1920년대 크리스마스 시즌, 비엔나에 사는 소녀 메리는 크리스마스 이브 파티에 간 부모님 대신 삼촌 알버트로부터 인형의 집과 호두까기 인형 'NC'를 선물 받는다. 그날 밤, NC는 살아 움직이며 메리에게 자신이 왕자였지만 쥐 왕에게 나라를 빼앗기고 호두까기 인형으로 변하게 된 사연을 이야기한다. 메리는 NC와 함께 장난감 크기로 작아진 거실에서 NC의 친구들인 젠틀한 침팬지 길거드, 까다로운 오페라 가수 팅커, 드럼 소년 스틱스를 만나고, 크리스마스 트리 꼭대기에서 엄마를 닮은 눈의 요정을 만난다. 눈의 요정은 메리의 믿음 덕분에 NC를 잠시 인간 왕자 모습으로 되돌려주고, 둘은 함께 춤을 춘다.
쥐 왕은 호두까기 인형으로 변한 NC 때문에 햇빛을 두려워하여 아이들의 장난감을 태워 검은 구름을 만들어 햇빛을 가리고, 사람들을 공장에서 강제 노동시키고 있었다. 메리는 공장을 파괴하여 쥐 왕을 쫓아내자고 제안하지만, 쥐 왕의 첩자들이 NC가 다시 살아났다는 사실을 알린다. 쥐 여왕은 NC를 다시 호두까기 인형으로 만들고, 로봇 쥐 개들을 보내 크리스마스 트리를 쓰러뜨린다. 메리는 꿈에서 깨어나 NC를 찾아 나서지만, 부모님은 믿어주지 않는다.
다음 날 밤, NC는 다시 살아나 쥐 왕과 싸울 군대를 모으려 하지만 납치당하고, 메리와 동생 맥스는 NC를 구하러 나선다. 쥐 왕은 NC와 친구들을 잡아가고, 맥스를 자신의 도시로 유인한다. 메리는 길거드의 도움으로 쥐 왕의 도시로 가는 문을 발견하고, 쥐로 변장하여 친구들을 찾아 나선다. 그들은 장난감을 불태우는 도시 중심에서 쥐 왕과 맥스를 발견하고, 맥스는 집으로 돌아가고 싶어 하지만 쥐 왕은 그를 성에 가둔다. 메리는 공장에서 스틱스, 팅커와 죽은 듯 보이는 NC를 발견하고, NC를 불타는 곳에서 구출한 후 사랑을 고백하여 저주를 풀고 왕자로 되돌린다. 공장 노동자들은 살아 돌아온 왕자를 보고 쥐들에 맞서 싸우기 시작하고, 메리와 NC는 공장을 폐쇄하려 한다. 쥐 왕과 여왕은 헬리콥터를 타고 메리와 맥스를 납치하지만, 길거드와 NC의 추격 끝에 맥스가 헬리콥터를 장난감 더미에 착륙시킨다. 쥐 왕과 여왕은 본래의 쥐 모습으로 돌아가 하수도로 도망치고, NC는 왕으로 즉위하여 왕국에 평화가 찾아온다.
눈의 요정은 메리가 집으로 돌아갈 시간임을 알리고, NC는 다시 만날 것을 약속한다. 메리는 꿈에서 깨어나 부모님과 화해하고, 삼촌 알버트의 새 이웃이 호두까기 왕자 모습과 닮은 'NC'라는 소년을 소개받는다. 둘은 친구가 되어 함께 스케이트를 타러 간다.

## 캐스팅
- 엘 패닝 : 메리 역
- 찰리 로우 : 호두까기 왕자 역
- 존 터루터 : 쥐마왕 역
- 네이던 레인 : 알버트 삼촌 역
- 율리아 비소츠카야 : 엄마, 눈 요정 역